# Christof Obermann
Christof Obermann (* 20. Juli 1963 in Köln) ist ein deutscher Psychologe. Er ist Professor und Studiengangsleiter für Wirtschaftspsychologie an der Rheinischen Fachhochschule Köln. 

## Leben
Nach dem Besuch der Bischof-Neumann-Schule in Königstein (1973–1981) legte er dort 1981 sein Abitur ab. Danach studierte er von 1982 bis 1989 an der Universität Konstanz Psychologie und Betriebswirtschaft, wo er 1989 sein Diplom erhielt und anschließend auch promovierte. 
2004 begann er als Lehrbeauftragter an der Rheinischen Fachhochschule Köln im Fachbereich Wirtschaft und Recht. Nur einige Jahre später folgte er 2009 einem Ruf auf die Professur für die Studienleitung des neu angelegten Studiengangs Wirtschaftspsychologie. 

## Schriften
- Assessment Center. 3. Auflage. Gabler, Wiesbaden 2006.
- Assessment Center. Entwicklung, Durchführung. Gabler, 2006. (Google-Books)